# پل بهاتاچارجی
پل بهاتاچارجی (انگلیسی: Paul Bhattacharjee؛ ۴ مه ۱۹۶۰ – حوالی ۱۲ ژوئیه ۲۰۱۳) یک هنرپیشه اهل بریتانیا بود. وی بین سال‌های ۱۹۷۹ تا ۲۰۱۳ میلادی فعالیت می‌کرد.
از فیلم‌ها یا برنامه‌های تلویزیونی که وی در آن نقش داشته است می‌توان به چیزهای زیبای کثیف اشاره کرد.